# WCT Finals 1973 - Singolare
Il singolare del WCT Finals 1973 è stato un torneo di tennis facente parte della categoria World Championship Tennis.
Ken Rosewall era il detentore del titolo, ma ha perso in semifinale contro Arthur Ashe.
Stan Smith ha battuto in finale 6–3, 6–3, 4–6, 6–4 Ashe.

## Teste di serie
| 1. Stan Smith (campione) 2. Roger Taylor (quarti di finale) 3. Marty Riessen (quarti di finale) 4. Rod Laver (semifinali) | 1. Roy Emerson (quarti di finale) 2. Arthur Ashe (finale) 3. Ken Rosewall (semifinali) 4. John Alexander (quarti di finale) |

## Tabellone

### Legenda
| - Q = Qualificato - WC = Wild card - LL = Lucky loser | - ALT = Alternate - SE = Special Exempt - PR = Protected Ranking | - w/o = Walkover - r = Ritirato - d = Squalificato |

|  | Quarti di finale | Quarti di finale | Quarti di finale | Quarti di finale | Quarti di finale | Quarti di finale | Quarti di finale |  |  | Semifinali   | Semifinali   | Semifinali  | Semifinali  | Semifinali  | Semifinali | Semifinali |   |   | Finale     | Finale     | Finale     | Finale | Finale | Finale | Finale |  |
|  |                  |                  |                  |                  |                  |                  |                  |  |  |              |              |             |             |             |            |            |   |   |            |            |            |        |        |        |        |  |
|  | 1                | Stan Smith       | Stan Smith       | Stan Smith       | 6                | 6                | 6                |  |  |              |              |             |             |             |            |            |   |   |            |            |            |        |        |        |        |  |
|  | 8                | John Alexander   | John Alexander   | John Alexander   | 4                | 2                | 1                |  |  | Stan Smith   | Stan Smith   | Stan Smith  | 4           | 6           | 7          | 7          |   |   |            |            |            |        |        |        |        |  |
|  | 4                | Rod Laver        | Rod Laver        | Rod Laver        | 7                | 6                | 7                |  |  | Rod Laver    | Rod Laver    | Rod Laver   | 6           | 4           | 62         | 5          |   |   |            |            |            |        |        |        |        |  |
|  | 5                | Roy Emerson      | Roy Emerson      | Roy Emerson      | 5                | 2                | 5                |  |  |              |              |             |             |             |            |            |   |   | Stan Smith | Stan Smith | Stan Smith | 6      | 6      | 4      | 6      |  |
|  | 6                | Arthur Ashe      | 7                | 4                | 7                | 3                | 6                |  |  |              |              | Arthur Ashe | Arthur Ashe | Arthur Ashe | 3          | 3          | 6 | 4 |            |            |            |        |        |        |        |  |
|  | 3                | Marty Riessen    | 63               | 6                | 5                | 6                | 1                |  |  | Arthur Ashe  | Arthur Ashe  | 6           | 6           | 5           | 1          | 6          |   |   |            |            |            |        |        |        |        |  |
|  | 7                | Ken Rosewall     | 4                | 6                | 65               | 6                | 6                |  |  | Ken Rosewall | Ken Rosewall | 4           | 2           | 7           | 6          | 2          |   |   |            |            |            |        |        |        |        |  |
|  | 2                | Roger Taylor     | 6                | 2                | 7                | 1                | 4                |  |  |              |              |             |             |             |            |            |   |   |            |            |            |        |        |        |        |  |